# Жанка Стокич
Жанка Стокич (нар. 24 січня 18877, Велико-Градіште, Королівство Сербія — 21 липня 1947, Белград, СФРЮ) — сербська та югославська театральна акторка.

## Життєпис

### Ранні роки
Народилася в місті Велико Градіште. Батько Боґослав працював пекарем, мати Джулка рано стала вдовою, одружилась із священиком Олександр Миколайовичем Санду, якому не подобалась Жанка.
У 14 років її насильно видали заміж. Чоловік погано поводився з нею. Одного разу, в містечко, де вона проживала, приїхала пересувна театральна трупа. Стокич звернулася до них за допомогою і втекла з трупою від чоловіка, але її згодом повернули додому. Іншим разом їй все ж вдалося втекти від чоловіка.

### Початок кар'єри
Спершу була працювала прачкою у артистів, пізніше спробувала свої сили на сцені. 1902 року вперше зіграла в ролі матері Терези в п'єсі «Шлюбна ніч» і відразу ж стала популярною.
1911 приїхала до Белграду і була прийнята в трупу Національного театру. Незабаром стала його примою. З Національним театром гастролювала всією країною і за кордоном (Прага, Будапешт, Софія, Варшава, Краків, Вільнюс). Була відома, як дуже енергійна і темпераментна актриса.
З 1927 знімалася в німому кіно («Грішниця без гріха»).
Початок Другої світової війни зустріла в Белграді. Важко хвора на цукровий діабет і залежала від закупівель інсуліну, але продовжувала працювати. Брала участь в радіошоу, де у карикатурній формі зображувалась партизанська боротьба, разом з деякими артистами Національного театру грала у відкритому німецькими окупантами і усташами театрі «Veseljaci».
Після закінчення війни і приходу до влади в Югославії Тіта, була звинувачена в колабораціонізмі, співпраці з фашистами і злочинах проти сербського народу, і 1945 року рішенням суду засуджена до тюремного ув'язнення строком на вісім років.

### Останні роки
Два роки по тому 1947-го, завдяки друзям і колегам, їй було дозволено грати на сцені нового Югославської драматичного театру, але 20 липня 1947 року вона померла від серцевого нападу.
Похована на цвинтарі Топчідер. У похоронах актриси взяли участь велика кількість її шанувальників. Посмертно реабілітована.

## Творчість
Грала в класичних п'єсах Мольєра («Уявний хворий», «Тартюф»), Сірано де Бержерака, Бомарше («Фігаро»), Шекспіра, Нушича («Навколосвітня подорож», «Пані міністр», «Засмучена родина»),

## Пам'ять
- Через п'ятдесят років після її смерті на честь Стокич встановлено пам'ятник.
- З 2003 року заснована одна з престижних премій, яка вручається театральним діячам Сербії.
- 2003 року випущена поштова марка Сербії і Чорногорії, присвячена Стокич.

## Нагороди
- Орден Святого Сави 4 ступеня
- Орден Святого Сави 5 ступеня